# Wyschenka (Jaworiw)
Wyschenka (ukrainisch Вишенька; russisch Вишенка Wischenka, polnisch Wiszenka) ist ein Dorf in der westukrainischen Oblast Lwiw mit etwa 220 Einwohnern.
Es gehörte bis 2016 zur Landratsgemeinde Pidlisky, am 18. Dezember 2016 wurde der Ort ein Teil neu gegründeten Stadtgemeinde Mostyska (Мостиська міська громада Mostyska miska hromada).
Bis zum 17. Juli 2020 lag sie im Rajon Mostyska, seither ist sie ein Teil des Rajons Jaworiw.

## Geschichte
Die Ortschaft nach Walachischem Recht wurde im Jahre 1452 erstmals urkundlich erwähnt. Der Name ist die diminutive Form des Namens der Stadt Wyschnja. Politisch gehörte der Ort zunächst zum Przemyśler Land in der Woiwodschaft Ruthenien der Adelsrepublik Polen-Litauen.
Bei der Ersten Teilung Polens kam das Dorf 1772 zum neuen Königreich Galizien und Lodomerien des habsburgischen Kaiserreichs (ab 1804). 1872 siedelten sich dort einige Mennoniten aus Einsiedel und Rosenberg an. Ab 1909 gehörten sie zur Gemeinde Kiernica-Lemberg.
Im Jahre 1900 hatte die Gemeinde 70 Häuser mit 158 Einwohnern, davon waren 353 ruthenischsprachig, 5 polnischsprachig, 236 griechisch-katholisch, 107 römisch-katholisch und 15 israelitisch. Im Gutsgebiet gab es 13 Häuser mit 106 Einwohnern, davon waren 54 ruthenischsprachige, 34 polnischsprachige, 18 deutschsprachige, 55 griechisch-katholische, 20 römisch-katholische, 13 israelitische sowie 18 Bewohner anderen Glaubens.
Nach dem Ende des Polnisch-Ukrainischen Kriegs 1919 kam die Gemeinde zu Polen. Im Jahre 1921 hatte sie 117 Häuser mit 653 Einwohnern, davon 355 Polen, 262 Ruthenen, 36 Juden, 362 griechisch-katholischen, 255 römisch-katholischen und 36 israelitischen Glaubens.
Im Zweiten Weltkrieg gehörte der Ort zuerst zur Sowjetunion und ab 1941 zum Generalgouvernement, ab 1945 wieder zur Sowjetunion und seit deren Zerfall zur Ukraine.